# Carcharhinus acronotus
Carcharhinus acronotus – gatunek rekina z rodziny żarłaczowatych (Carcharhinidae). Występuje na atlantyckim wybrzeżu obu Ameryk, od Karoliny Północnej na północy po południowe krańce Brazylii na południu. Zamieszkuje płytkie przybrzeżne wody do głębokości zazwyczaj 18–64 m. Posiada wrzecionowaty, lekko zbudowany korpus oraz wydłużoną wąską głowę o ostro zakończonym pysku ze stosunkowo dużym, U-kształtnym otworem gębowym. Dorosłe osobniki osiągają zwykle 1,3–1,4 metra długości przy masie ciała 10 kg, przy czym samice są nieco większe od samców. Cechą charakterystyczną dla tego gatunku jest ciemna (najczęściej czarna) plamka na czubku pyska oraz druga znajdująca się na drugiej płetwie grzbietowej w pobliżu dystalnej krawędzi.
Głównym pożywieniem tego rekina są małe ryby kostnoszkieletowe, rzadziej poluje na ośmiornice i inne głowonogi. Wśród jego  pasożytów wyróżnia się widłonogi oraz tasiemce. Podobnie jak inne żarłaczowate, jest żyworodny. Kopulacja odbywa się za pomocą pterygopodium, narządu płciowego samca. Samica po trwającej 8-11 miesięcy ciąży rodzi zazwyczaj od 1 do 6 młodych, które mają długość około 38–50 cm.
Poławia się go na większości obszarów występowania w celach sportowych, handlowych lub przemysłowych. Cenione jest zwłaszcza jego mięso. Za główne zagrożenie u wybrzeży Stanów Zjednoczonych oraz w wodach Zatoki Meksykańskiej uznaje się przełowienie. Międzynarodowa Unia Ochrony Przyrody (IUCN) uznała, że jest to gatunek bliski zagrożenia (NT).

## Taksonomia i filogenetyka

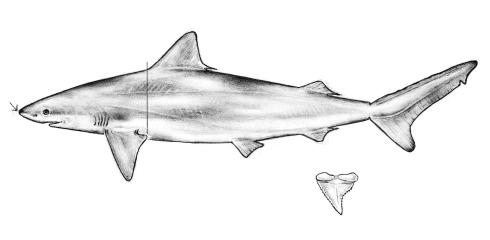
Rycina przedstawiająca C. acronotus z raportu NOAA z 2001 roku.

Gatunek ten opisał po raz pierwszy kubański zoolog Felipe Poey w 1860 roku jako Squalus acronotus w swojej książce Memorias sobre la historia natural de la Isla de Cuba. Poey jeszcze w tym samym roku przeniósł takson do rodzaju Carcharhinus. Typowym okazem był niedojrzały samiec mierzący 98 cm, wyłowiony u wybrzeży Kuby. Epitet gatunkowy pochodzi z greki i składa się z dwóch słów: „ακρα/akra” oznaczającego „wysoki” oraz „nότος/notos” czyli „południe”.
Bazując na morfologicznych podobieństwach, Jack Garrick w 1982 roku zasugerował, że C. acronotus jest taksonem siostrzanym dla kladu tworzonego przez Carcharhinus dussumieri i C. sealei, podczas gdy Leonardo Compagno w 1988 roku umieścił gatunek ten w grupie wraz z żarłaczem miedzianym (C. brachyurus), żarłaczem jedwabistym (C. falciformis), C. melanopterus, C. cautus i C. signatus. Analiza filogenetyczna opierająca się na allozymowych danych, przeprowadzona przez Gavina Naylora w 1992 roku wykazała, że gatunek ten jest jednym z najbardziej bazalnych przedstawicieli rodzaju Carcharhinus. Mine Dosay-Abkulut's w 2008 roku dzięki analizie sekwencji genów kodujących rRNA wskazał, że C. acronotus jest najbliżej spokrewniony z żarłaczem czarnopłetwym (C. limbatus) lub C. porosus. Analiza mitochondrialnego DNA przeprowadzona w 2012 roku przez Gavina Naylora i innych wykazała, że gatunek ten jest siostrzanym taksonem dla Nasolamia velox i wraz z nim tworzy klad z C. isodon.

## Występowanie i środowisko
Spotykany w pobliżu szelfów kontynentalnych oraz płytkich półek wokół wysp na zachodzie Oceanu Atlantyckiego. Występuje od wybrzeży Karoliny Północnej na północy po południowe krańce Brazylii na południu, w tym na Bahamach, w Zatoce Meksykańskiej oraz Morzu Karaibskim. Odwiedza wody litoralu, preferując akweny z dnem piaszczystym, pokrytym trawą morską oraz okolice raf koralowych. Występują różnice w preferencjach siedliskowych pomiędzy osobnikami różnych płci, i na różnych stadiach rozwoju osobniczego. Jedynie młode rekiny są spotykane w płytkich wodach, dorosłe przebywają w wodach głębszych niż 9 metrów, najczęściej na głębokości 18–64 m. Na południowym wschodzie Stanów Zjednoczonych (w zachodnim Morzu Sargassowym) zaobserwowano sezonowe migracje tego gatunku – w lecie przemieszcza się na północ, a w miesiącach zimowych na południe lub w głąb Atlantyku. Podobne migracje mają miejsce w wodach Zatoki Meksykańskiej. Toleruje temperatury w zakresie 20,8-33,6 °C, zasolenie w granicach 19-32,1 ppt oraz zawartość tlenu niekiedy na poziomie jedynie 2 mg/l. Jest to gatunek amfidromiczny, przystosowany do życia w wodzie słodkiej i słonej, okresowo przemieszczający się między wodami morskimi i słodkimi. Wpływa do słonawych i słodkowodnych zatok i ujść rzek

## Cechy morfologiczne
Rekin ten posiada wrzecionowaty, lekko zbudowany korpus oraz wydłużoną wąską głowę o ostro zakończonym pysku ze stosunkowo dużym, U-kształtnym otworem gębowym. W szczękach mieści się kilka rzędów zębów – pierwszy z nich ułożony jest pionowo, a każdy kolejny coraz bardziej pochylony ku tyłowi. W razie utraty któregoś z zębów na jego miejsce przesuwa się następny z kolejnego rzędu. Trzon górnych zębów jest masywny i trójkątny o gładkich krawędziach po obu stronach, podstawa jest szeroka i bocznie spłaszczona, a dystalna krawędź tworzy kąt 100°. Niewiele mniejsze dolne zęby posiadają gładkie ostre krawędzie, wąski trzon i szerszą podstawę w stosunku do szczytu zęba. Zarówno górne jak i dolne zęby są zakrzywione na boki (w kierunku spojenia szczęk). W górnej szczęce mieści się 24-26 zębów, w dolnej 22-24. Niewielkie nozdrza osadzone są po bokach pyska – bliżej otworu gębowego, niż szczytu pyska – posiadają małe trójkątne fałdy skórne. Stosunkowo duże, okrągłe oczy wyposażone są w fałdy półksiężycowate spojówek (ochraniające migotkę). Źrenice są zwężone i wydłużone wertykalnie. Za nimi znajdują się niewielkie owalne tryskawki. Rekin ten posiada pięć niedużych równych szczelin skrzelowych. Na spodzie pyska widoczne są liczne elektroreceptory zwane ampułkami Lorenziniego.

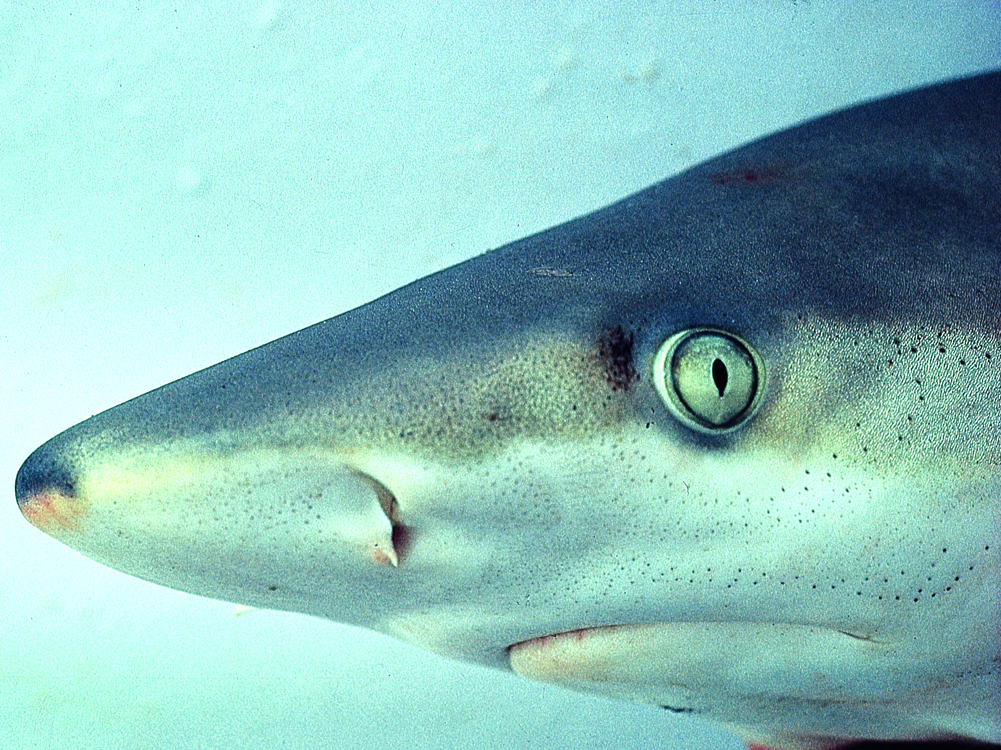
Zdjęcie przedstawiające charakterystyczną plamkę na czubku pyska.

Tępo zakończona pierwsza, stosunkowo niska, trójkątna płetwa grzbietowa ma wolną dalszą końcówkę. Kształtem przypomina łagodnie wygięty ku tyłowi sierp. Mniejsza druga płetwa grzbietowa ma trójkątny kształt i szeroką podstawę. Umiejscowiona jest tuż nad płetwą odbytową. Pomiędzy płetwami grzbietowymi widoczny wyraźny międzygrzbietowy łuk. Płetwy piersiowe są stosunkowo małe, choć szerokie, z mocno zagiętą dystalną krawędzią. Ulokowane są tuż za ostatnią parą szczelin skrzelowych. Małe płetwy brzuszne, podobnie jak pierwsza druga grzbietowa, mają trójkątny kształt i szeroką podstawę. U samca z wewnętrznej, tylnej części płetw brzusznych wykształcił się narząd kopulacyjny zwany pterygopodium. Płetwa odbytowa jest większa od drugiej płetwy grzbietowej, lecz nieco mniejsza od płetw brzusznych. Posiada prostą proksymalną krawędź, w przeciwieństwie do dystalnej, która jest mocno wygięta. Na końcu ogona mieści się heterocerkiczna płetwa ogonowa. Na końcu jej górnego płata –  ponad trzykrotnie dłuższego od dolnego – mieści się duży, szeroki trójkątny fałd skórny, poprzedzony wyraźnym wcięciem.
Skórę rekina pokrywają romboidalne połyskujące łuski plakoidalne, większe i gęściej ułożone na grzbiecie, niż na spodzie ciała. Grzbiet rekina ma jasnoszarą, ciemnoszarą, oliwkowoszarą lub jasnobrązową barwę, niekiedy z ciemniejszymi odbarwieniami. Spód i boki są nieco jaśniejsze, barwy białej lub srebrnej. Górny płat płetwy ogonowej oraz płetwy piersiowe są ciemniejsze od korpusu. Cechą charakterystyczną dla tego gatunku jest ciemna (najczęściej czarna) plamka na czubku pyska, podobna do tej u Nasolamia velox (stąd angielska nazwa „blacknose shark”) oraz druga znajdująca się na drugiej płetwie grzbietowej w pobliżu dystalnej krawędzi. Dorosłe osobniki osiągają zwykle 1,3-1,4 metra długości i 10 kg masy ciała, przy czym samice są zwykle nieco większe od samców (cecha dymorfizmu płciowego). Leonardo Compagno podaje, że C. acronotus osiąga maksymalnie 2 metry długości, lecz informacja ta nie została potwierdzona przez innych naukowców i może być przesadzona. Najcięższy złowiony osobnik ważył 18,9 kg.

## Ekologia i zachowanie
C. acronotus jest małym, szybko pływającym drapieżnikiem, odżywiającym się głównie małymi rybami kostnoszkieletowymi, takimi jak prażmowate, kulbinowate, sardelowate, kosterowate i najeżkowate. Jego ofiarami padają również niekiedy ośmiornice i inne głowonogi. Dzięki szybkości pływania i niewielkim rozmiarom potrafi podkradać mniejsze kawałki zdobyczy większych rekinów, takich jak żarłacz karaibski (Carcharhinus perezi). Czasami ryby te tworzą duże grupy, niekiedy ściśle związane z ławicami mugilowatych czy sardelowatych. Gatunek ten przejawia wysoki stopień filopatrii – zaobserwowano zarówno młode jak i dorosłe osobniki powracające na te same obszary rok po roku.
Na C. acronotus polują inne większe gatunki rekinów, jak chociażby żarłacz ciemnoskóry (Carcharhinus obscurus). W chwili zagrożenia rekin ten wykazuje specyficzne zachowanie, przejawiające się mocnym wyginaniem grzbietu, obniżaniem płetw piersiowych, otwieraniem szczęk oraz przesadnym pływaniem z boku na bok. Zachowanie zaobserwowano również w przypadku bliskiego kontaktu z nurkami lub nagłego pojawienia się innych przedstawicieli tego samego gatunku. Wśród pasożytów C. acronotus wyróżnia się widłonogi z gatunków Nesippus orientalis, Perissopus dentatus, Pandarus sinuatus, Kroyeria sphyrnae, Nemesis atlantica i Eudactylina spinifera oraz tasiemce z rodzaju Paraorygmatobothrium, Platybothrium i Triloculatum.

### Cykl życiowy
Podobnie jak inne żarłaczowate jest żyworodny. Zapłodnienie odbywa się za pomocą pterygopodium, narządu wykształconego z dystalnych fragmentów płetw brzusznych samców. Embriony w ciele matki zużywają zapasy żółtka z pęcherzyka żółtkowego, który później łączy się ze ścianą macicy, tworząc tzw. łożysko żółtkowe, dzięki któremu dostarczane jest pożywienie z organizmu matki. U wybrzeży Stanów Zjednoczonych samce kopulują co rok, podczas gdy samice co dwa lata. U północno-wschodnich wybrzeży Brazylii cykl rozrodczy samic jest na tyle krótki, że ma miejsce co roku. Witelogeneza (synteza i gromadzenie żółtka w komórce jajowej) zachodzi późnym latem, na krótko przed okresem rozrodczym, który ma miejsce jesienią. Młode przychodzą na świat w następną wiosnę lub lato. Ciąża trwa około 8 miesięcy u wybrzeży Brazylii oraz 9-11 miesięcy w wodach południowo-wschodnich Stanów Zjednoczonych.
Samice rodzą od 1 do 6 młodych. Poród ma miejsce w płytkich przybrzeżnych wodach w pobliżu zatok lub lasów namorzynowych. Jednym z miejsc w których systematycznie odnotowuje się młode C. acronotus jest Bulls Bay u wybrzeży Karoliny Południowej. Dane zebrane przez naukowców wskazują na brak związku pomiędzy wielkością samicy, a liczbą młodych w miocie. Noworodki mają długość 38–50 cm. Samice rosną wolniej od samców, lecz dzięki temu osiągają większe rozmiary i żyją dłużej. Ponadto, udowodniono, że samce zamieszkujące Zatokę Meksykańską rozwijają się szybciej, żyją krócej i osiągają mniejsze rozmiary od samców występujących dalej na północ, na zachodzie Morza Sargassowego. Jest to prawdopodobnie wynikiem wyższej średniej temperatury oraz większej dostępności pokarmu. Samice z Zatoki Meksykańskiej również rozwijają się szybciej i żyją krócej, jednak (w przeciwieństwie do samców) osiągają większe rozmiary od samic zamieszkujących Morze Sargassowe. U wybrzeży Stanów Zjednoczonych rekiny te dojrzewają osiągnąwszy długość około 90 cm, w wieku od 4,3 (samce) do 4,5 (samice) lat. Na południu wielkość ta wynosi 85 cm i odpowiada wiekowi 5,4 lat u samców i 6,6 lat w przypadku samic. Długość życia tego rekina waha się w granicach 16,5 (na północy) do 19 lat (na południu).

## Relacje z ludźmi

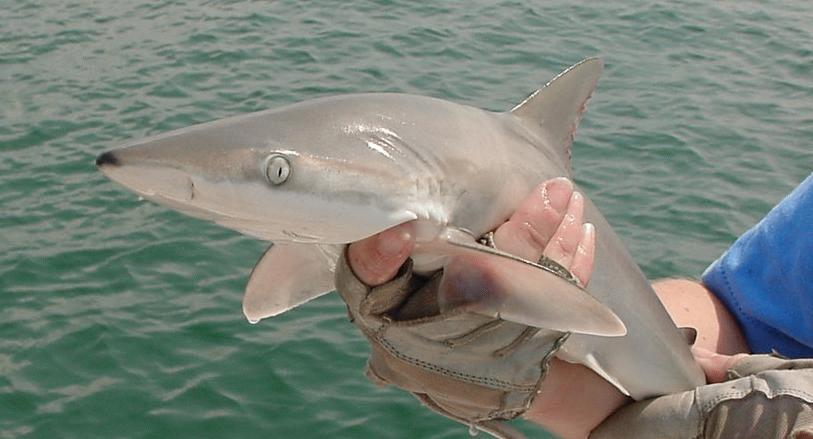
Młody osobnik C. acronotus.

Nie odnotowano ataku ludzi przez C. acronotus, należy jednak zachować ostrożność w obcowaniu z rekinami tego gatunku w przypadku zaobserwowania agresywnego zachowania. Rekiny zagrożone, podobnie jak inni przedstawiciele rodzaju Carcharhinus, zmieniają swoje zachowanie. Stają się chaotyczne, zaczynają gwałtownie pływać, mocno wyginają grzbiet na boki, podnoszą głowę oraz wyciągają płetwy piersiowe ku dołowi. Niekiedy napinają się, wyginając ogon ku dołowi i rozpościerając płetwy piersiowe.
Gatunek ten jest często poławiany dla sportu przy użyciu lekkich takli (bardziej delikatnych żyłek). Posiada również regionalne znaczenie dla rybołówstwa komercyjnego. Poławiany jest celowo lub jako przyłów, za pomocą sieci skrzelowych oraz takli powierzchniowych (linek z haczykami) na całym obszarze występowania – głównie u wybrzeży południowo-zachodniej Florydy, Wenezueli i Brazylii. Mięso sprzedawane jest w formie suszonej oraz solonej. Duża liczba C. acronotus wyławiana jest przypadkowo przez trawlery krewetkowe za pomocą włoków dennych. Są to zwykle młode osobniki, co stanowi duże zagrożenie dla populacji tego gatunku.

### Ochrona
U wybrzeży Stanów Zjednoczonych połowy tego gatunku regulowane są przez „1993 Fisheries Management Plan (FMP) for Atlantic and Gulf of Mexico sharks” Narodowej Służby Rybołówstwa Morskiego USA. W latach 1999–2005 poławiano tam średnio 27484 osobniki rocznie (około 62 ton). Najnowsze badania i oceny stanu naturalnego przeprowadzone przez Amerykańską Narodową Służbę Oceaniczną i Meteorologiczną (NOAA) wykazały, że liczebność populacji tego gatunku spadła na obszarze Atlantyku i Zatoki Meksykańskiej, z powodu przełowienia. W 2009 roku NOAA ustaliła zmniejszenie limitu połowów do 6065 osobników rocznie oraz zakazała stosowania sieci skrzelowych do połowów rekinów na obszarze Atlantyku. Dla porównania, w wodach przybrzeżnych północnej Brazylii stan populacji, mimo dużego znaczenia rybołówstwa, wydaje się być stabilny. Brak danych na temat połowów na Karaibach. Międzynarodowa Unia Ochrony Przyrody (IUCN) wpisała C. acronotus do Czerwonej księgi gatunków zagrożonych jako gatunek bliski zagrożenia (NT).